# Batracomorphus cybele
Batracomorphus cybele är en insektsart som beskrevs av Knight 1983. Batracomorphus cybele ingår i släktet Batracomorphus och familjen dvärgstritar. Inga underarter finns listade i Catalogue of Life.